# Castella
Castella (カステラ kasutera) là một loại bánh bông lan thuộc dòng yogashi (đồ ngọt truyền thống phương Tây du nhập  Nhật Bản) ban đầu được phổ biến tại Nhật Bản trong thời kỳ "Mậu dịch Nanban" (thời kỳ Nhật Bản nhận được nhiều thứ du nhập từ ngoại quốc trong thời kỳ  Azuchi–Momoyama). Để làm ra món bánh bông lan này, bột sẽ được đổ vào một cái khuôn hình chữ nhật lớn, sau đó nướng trong lò và cắt bánh thành những hình chữ nhật dài. Kể từ khi món bánh này được yêu cầu cho thêm mizuame - một loại siro đường - Castella mới có kết cấu ẩm ướt hơn.
Hiện nay, bánh bông lan Castella là đặc sản của Nagasaki, nơi bánh được các thương nhân Bồ Đào Nha mang đến Nhật Bản vào thế kỷ 16. Tên có nguồn gốc từ một từ trong tiếng Bồ Đào Nha "Bolo de Castela" , có nghĩa là "bánh từ Castile". Bánh Castella thường được bán trong những chiếc hộp dài, phần nhân bánh bên trong dài khoảng 27 cm (11 in). Món bánh này có quan hệ gần gũi với pão-de-ló, một loại bánh của Bồ Đào Nha.
Có những loại bánh bông lan tương tự có cách thức đặt tên giống nhau, như trong  tiếng Pháp: được gọi là Pain d'Espagne, tiếng Ý: Pan di Spagna , tiếng Bồ Đào Nha: Pão d'Espanha , tiếng Romania: Pandișpan  , trong tiếng Bulgaria: пандишпан ,  tiếng Hy Lạp: Παντεσπάνι , tiếng Thổ Nhĩ Kỳ: Pandispanya ( vì Castile vốn là vương quốc cũ của Tây Ban Nha, bao gồm các tỉnh phía bắc trung tâm của nó, do đó, Pain d'Espagne và các biến thể khác gần như đồng nghĩa với "bánh mì từ Castile"). Ngoài ra, còn có một loại bánh khác tương tự được gọi là taisan (có nghĩa là đá mài ở Kapampangan), là món tráng miệng truyền thống ở tỉnh Pampanga, Philippines .

## Lịch sử

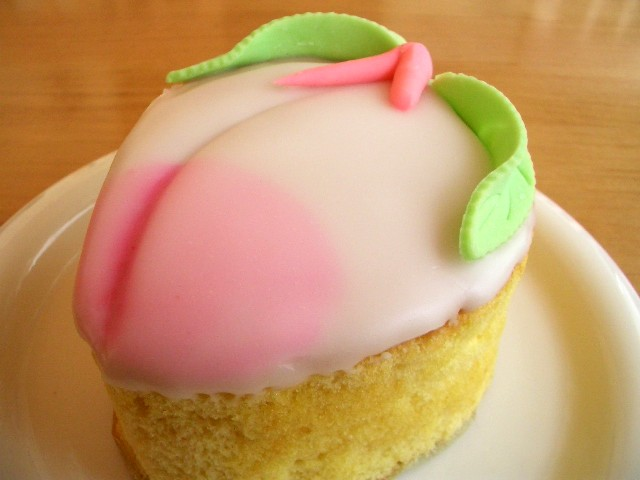
Castella đào

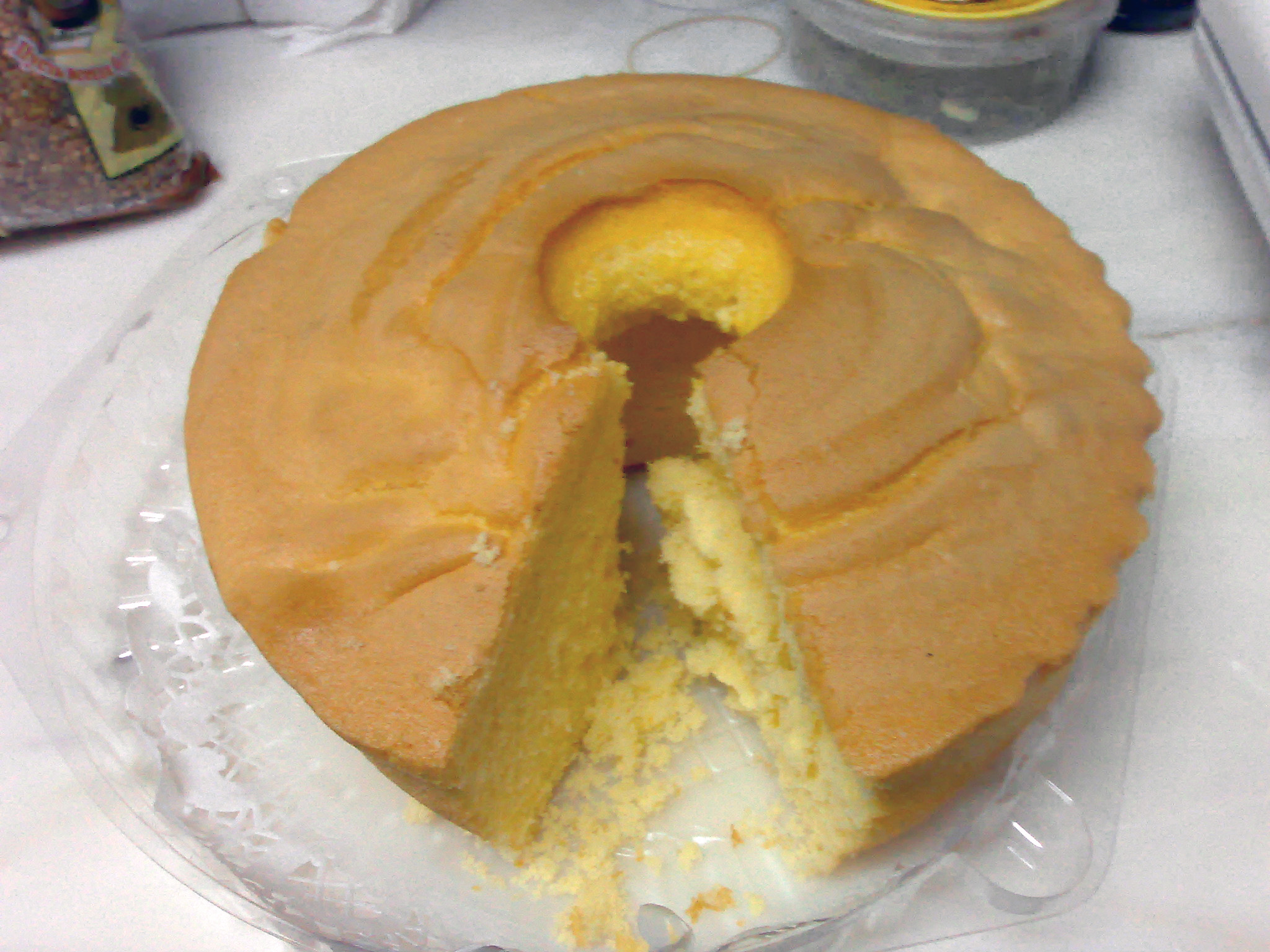
Pão-de-ló: Một loại bánh của Bồ Đào Nha, nguyên mẫu của Castella

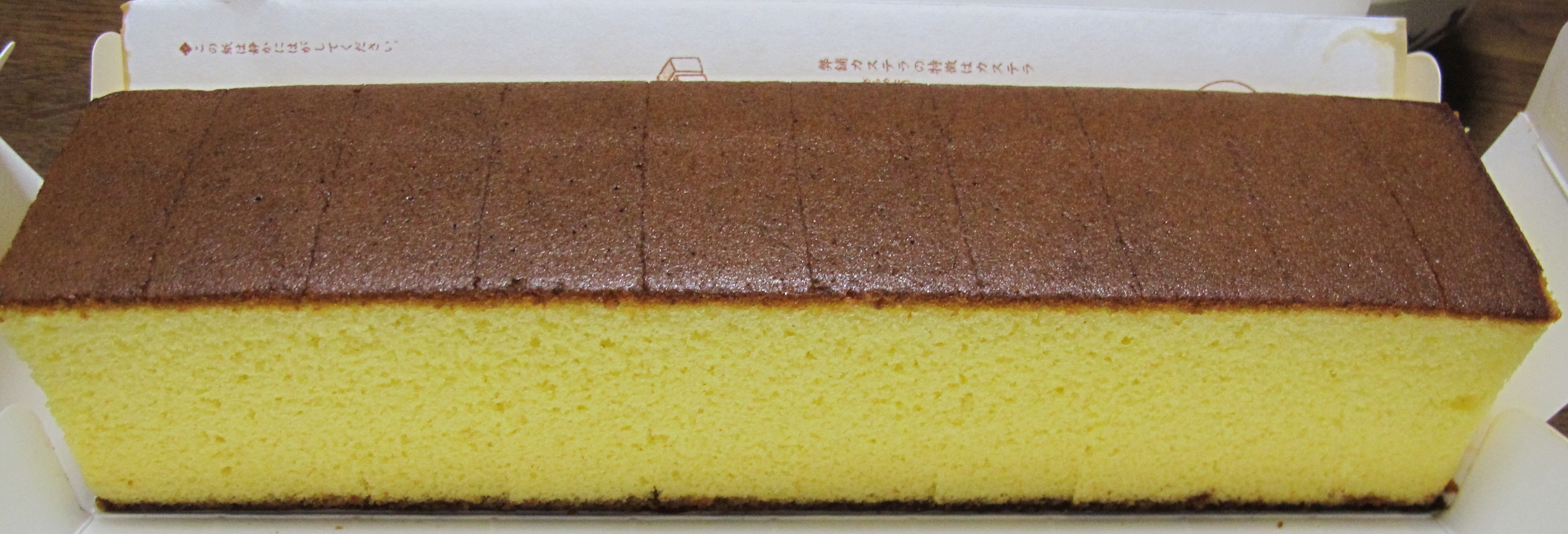
Một chiếc bánh Castella được bán khi mở hộp.

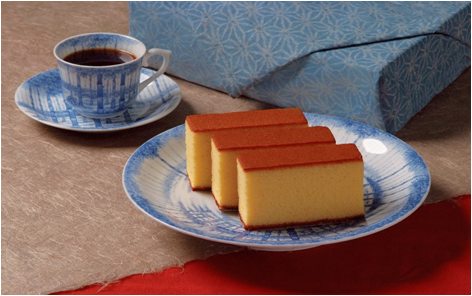
Castella ở Nagasaki.

Vào thế kỷ 16, người Bồ Đào Nha đã đến Nhật Bản và bắt đầu công việc giao thương và truyền giáo. Nagasaki khi đó là cảng duy nhất của Nhật Bản được phép mở cửa cho người nước ngoài. Người Bồ Đào Nha đã giới thiệu nhiều thứ khác lạ lúc bấy giờ như súng, thuốc lá và bí ngô . Bánh có thể để được lâu nên rất tiện dụng cho những thủy thủ lênh đênh trên biển cả tháng trời. Vào thời kỳ Edo, một phần do giá đường đắt đỏ, castella là một món tráng miệng đắt tiền mặc dù nguyên liệu được bán bởi người Bồ Đào Nha. Mỗi khi phái viên của Thiên hoàng được mời tới tiếp kiến, Mạc phủ Tokugawa sẽ tặng Castella như một món quà. Cùng với sự phát triển của thời đại, hương vị Castella đã thay đổi để phù hợp với khẩu vị của người Nhật hơn.

## Các biến thể
Hiện nay có nhiều loại bánh được làm từ các nguyên liệu như bột trà xanh, đường nâu và mật ong . Chúng có thể được đúc theo nhiều hình dạng khác nhau; tại các lễ hội phổ biến của Nhật Bản, ta có thể dễ dàng tìm thấy castella baby, một biến thể có kích thước vừa miệng hơn.
Siberia, tức bánh Castella nhân youkan (thạch đậu ngọt) là món ngọt rất phổ biến vào thời Minh Trị ; món bánh đã được hồi sinh kể từ khi nó xuất hiện trong bộ phim hoạt hình năm 2013 The Wind Rises của Hayao Miyazaki .
Hỗn hợp nguyên liệu cho Castella còn được dùng làm món bánh kếp được kẹp cùng với bột đậu adzuki ngọt trong món bánh ngọt được gọi là dorayaki.

## Những nhà sản xuất chính
- Thành lập năm 1624 : Castella Honke Fukusaya ( Thành phố Nagasaki, Tỉnh Nagasaki )
- Thành lập năm 1681 : Shooken (Thành phố Nagasaki, tỉnh Nagasaki)
- Được thành lập vào năm 1900 (năm Minh Trị thứ 33) : Bunmeido (Thành phố Nagasaki, tỉnh Nagasaki) Được biết đến với cụm từ "castella thứ nhất, số điện thoại thứ hai" và tại vùng Kanto, nơi này nổi tiếng với quảng cáo về những con rối gấu nhảy những điệu nhảy can-can.

## CastellaĐài Loan
Castella lần đầu tiên được giới thiệu đến Đài Loan trong thời kỳ Đài Loan thuộc Nhật. Năm 1968, Ye Yongqing, chủ sở hữu của một tiệm bánh mì Nhật Bản ở Đài Bắc tên là Nanbanto, đã hợp tác với công ty Nhật Bản Nagasaki Honpu để thành lập cơ sở kinh doanh Castella.
Castella kiểu Đài Loan thường giống soufflé hơn so với Castella kiểu Nhật Bản vì có phần giữa giống như sữa trứng. Bánh castella có hình chiếc gối đơn giản là đặc sản của vùng Đạm Thủy. Castella được làm theo phong cách Đài Loan đã được du nhập vào Nhật Bản.